# Kasinzi
Kasinzi est une localité chef-lieu de groupement du secteur Dinga du territoire de Kenge dans la province du Kwango en République démocratique du Congo.

## Géographie
La localité est située sur la route nationale 16 au nord-est de Popokabaka.

## Société
La localité est le siège de la paroisse catholique Saint-André Kaggwa de Kasinzi, fondée en 1960, elle est siège de doyenné du diocèse de Popokabaka.